# Barbu à ventre rouge
Psilopogon lagrandieri
Espèce
Statut de conservation UICN

 LC  : Préoccupation mineure
Le Barbu à ventre rouge (Psilopogon lagrandieri, anciennement Megalaima lagrandieri) est une espèce d'oiseaux de la famille des Megalaimidae, dont l'aire de répartition s'étend sur le Cambodge, le Laos, et le Viêt Nam.

## Liste des sous-espèces
D'après la classification de référence (version 5.2, 2015) du Congrès ornithologique international, cette espèce est constituée des sous-espèces suivantes (ordre phylogénique) :
- Psilopogon lagrandieri lagrandieri (J. Verreaux, 1868)
- Psilopogon lagrandieri rothschildi (Delacour, 1927)